# Edmond Privat

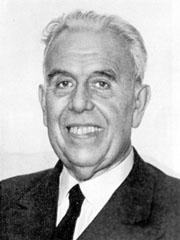
Edmond Privat (um 1950)

Edmond Théophile Privat (* 17. August 1889 in Genf; † 28. August 1962 in Rolle VD) war ein französischsprachiger Schweizer Journalist und Historiker. Er war von 1933 bis 1945 Englischlehrer an der Handelsschule in Bellinzona, von 1945 bis zu seiner Verabschiedung 1959 Professor für angelsächsische Sprache und Literatur an der Universität Neuenburg.

## Leben

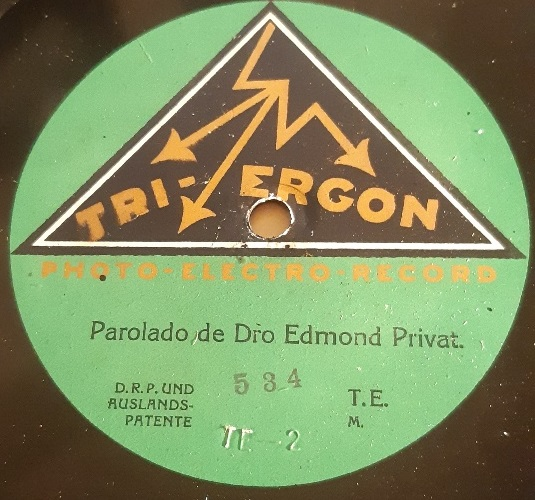
Schallplatte von Edmond Privat, aufgenommen anlässlich des 19. Esperanto-Kongresses in Danzig 1927.

Edmond Privat besuchte die Schule seiner Eltern Jean-Émile Privat (1848–1926) und Melicent Joséphine Privat (geb. Lüscher, 1854–1945), begründet von seinem Urgroßvater Egiste Privat im Jahr 1814. Danach lernte er am Calvinistischen Kolleg in Genf und bestand dort 1907 sein Abitur.
Privat unternahm 1907 und 1908 Reisen durch England, die USA und Frankreich. Er lernte Englisch und warb mit zahlreichen Vorträgen für Esperanto, das er als 14-Jähriger gemeinsam mit seinem älteren Mitschüler Hector Hodler (1887–1920) 1903 erlernt hatte. Er nahm 1905 am 1. Esperanto-Weltkongress in Boulogne-sur-Mer teil und stellte dabei sein Redetalent erstmals öffentlich unter Beweis.
1909 begann er an der Genfer Universität ein Studium der Literaturwissenschaft. Noch im selben Jahr schrieb er sich an der Sorbonne in Paris für ein Studium der Sprachwissenschaft ein. Zu seinen Lehrern gehörten der Sprachwissenschaftler Antoine Meillet (1866–1936) und der Dozent für Kunstgeschichte und Schriftsteller Romain Rolland (1866–1944). Das Studium finanzierte er durch Lateinunterricht für einen Sohn reicher Eltern.
Sein Studium schloss er 1911 ab und erhielt nach bestandenen Prüfungen an der Sorbonne das Diplom. Ab 1912 arbeitete Privat als Lehrer an der Bedales-Schule bei Petersfield in Hampshire (England). Die Schule galt als Pionierschule des koedukativen Unterrichts. Es gab auch andere schulreformerische Ansätze. Jeder Schüler hatte einen eigenen Stundenplan entsprechend seinen Neigungen und Fähigkeiten. Auch Elemente einer Schülerselbstverwaltung wurden praktiziert.
Privat schrieb rückblickend:

„Bedales, seinem System und seinem Gründer Herrn Badley verdanke ich vieles auf menschlichem und pädagogischem Gebiet.“

In dieser Zeit wurde Privat auch auf die britische Frauenbewegung aufmerksam und lernte einige Frauenrechtlerinnen kennen – Emmeline Pethick-Lawrence (1864–1954) und, Christabel Pankhurst (1880–1958).
Während des Ersten Weltkriegs arbeitete Privat als Journalist für die Zeitschriften Journal de Géneve, Temps und Daily News. Er besuchte einige Orte in Osteuropa.
Der Pazifist Privat war befreundet mit Romain Rolland und Mahatma Gandhi, den er 1932 auf eine Reise nach Indien begleitete. In Polen ist er u. a. wegen seiner Dissertation von 1918 bekannt, die sich mit der polnischen Unabhängigkeitsbewegung (dem Novemberaufstand von 1830) beschäftigte.
Von 1924 bis 1928 war Privat Vorsitzender des Esperanto-Weltbundes. Neben anderen Funktionen in der Esperanto-Bewegung redigierte er von 1920 bis 1934 die Zeitschrift Esperanto.
Nachdem sich Privat mehrere Jahrzehnte lang vor allem in der Esperanto-Bewegung engagierte, setzte er sich seit 1931/1932 verstärkt auch ausserhalb dieser Bewegung für politische und religiöse Ziele ein. Er war Mitglied der Sozialdemokratischen Partei der Schweiz. Als solches schrieb er Artikel für die Tageszeitung La Sentinelle. 1936 wurde er Quäker.
Privat war Weltföderalist. Unter dem Eindruck der beiden Weltkriege sprach er von der «Gefährlichkeit der nationalen Souveränität». Gegen Ende seines Lebens betonte er in seiner Autobiografie, dass von den vielen Utopien, für die er gekämpft hat, nur zwei unverwirklicht blieben, und zwar «die allgemeine Einführung einer Weltsprache und die Schaffung einer echten föderalen Weltregierung».

## Familie
1911 heiratete er Angéle Fallot (1888–1943). Die Ehe wurde 1925 geschieden. In zweiter Ehe war er seit 1926 mit Yvonne Bouvier (1891–1977) verheiratet. Sie lebten nach der Hochzeit in Veytaux, 1934–1945 im Tessin und dann in Neuchâtel.

## Werke
Das Internationale Esperanto-Museum (Wien) listet in seinem Katalog über achtzig Publikationen von privat auf. Hierunter fallen Lehrbücher wie Esperanto in fifty lessons (2. Auflage. Revell, New York City 1908) und Esperanto: langue auxiliaire internationale (Atar, Genf c1930). Als Historiker schrieb Privat etwa die Ludwig-Zamenhof-Biografie Vivo de Zamenhof (Brita Esperanto-Asocio, London 1920; Hirt, Leipzig 1923; u. a.), die auch ins Englische (1931), Niederländische (1934) und Polnische (1957) übersetzt wurde. In Historio de la lingvo Esperanto stellt er die Geschichte des Esperanto in zwei Bänden dar, von den Anfängen 1887 bis 1900 (Universala Esperanto-Asocio, Genf 1912; Hirt, Leipzig 1923) sowie von 1900 bis 1927 (Hirt, Leipzig 1927). Im Jahr 1958 veröffentlichte er eine Biografie von Gandhi, Vie de Gandhi (Denoël, Paris 1958).